# Berkhamsted F.C.
Berkhamsted Football Club là một câu lạc bộ bóng đá Anh nằm ở Berkhamsted, Hertfordshire, thành lập năm 2009 sau sự giải thể của Berkhamsted Town. CLB đang thi đấu ở Spartan South Midlands League Premier Division.

## Lịch sử
CLB được thành lập năm 2009 sau khi Berkhamsted Town giải thể và rút khỏi Southern Football League. Họ vô địch Spartan South Midlands League Division Two trong mùa giải đầu tiên, giành quyền thăng hạng Division One. Tháng 4 năm 2011, Berkhamsted giành chức vô địch Spartan South Midlands League Division One, thăng hạng Premier Division. Mùa giải 2012–13, CLB vào đến vòng loại thứ hai của FA Cup, và vòng 2 của FA Vase, hiện tại là kỉ lục của CLB.

## Các danh hiệu
- Spartan South Midlands League Division One
  - Vô địch 2010–11
- Spartan South Midlands League Division Two
  - Vô địch 2009–10

## Các kỉ lục
- FA Cup[2]
  - Vòng loại thứ 2 2012–13
- FA Vase
  - Vòng 2 2012–13
- Vị trí cao nhất cấp độ giải đấu: thứ 7 ở Spartan South Midlands League Premier Division, 2011–12
- Vị trí thấp nhất cấp độ giải đấu: thứ 1 ở Spartan South Midlands League Division Two, 2009–10